# كريستين بفاف
كريستين بفاف (بالإنجليزية: Kristen Pfaff)‏ (و. 1967 – 1994 م) هي موسيقية أمريكية، ولدت في بوفالو، نيويورك، تستخدم آلات غيتار البيس، بدأت مشوارها المهني سنة 1991، توفيت في سياتل، عن عمر يناهز 27 عاماً، بسبب جرعة زائدة.

## التعليم
تعلمت في جامعة منيسوتا
.

## وصلات خارجية
- كريستين بفاف على موقع IMDb (الإنجليزية)
- كريستين بفاف على موقع الموسوعة البريطانية (الإنجليزية)
- كريستين بفاف على موقع ميوزك برينز (الإنجليزية)
- كريستين بفاف على موقع إن إن دي بي (الإنجليزية)
- كريستين بفاف على موقع أول ميوزيك (الإنجليزية)
- كريستين بفاف على موقع ديسكوغز (الإنجليزية)
- كريستين بفاف على موقع قاعدة بيانات الفيلم (الإنجليزية)
- كريستين بفاف في قاعدة بيانات الأفلام على الإنترنت